# Noruega en los Juegos Paralímpicos de Tel Aviv 1968
Noruega estuvo representada en los Juegos Paralímpicos de Tel Aviv 1968 por un total de 28 deportistas, 18 hombres y 10 mujeres.

## Medallistas
El equipo paralímpico noruego obtuvo las siguientes medallas:
| Nombre            | Deporte       | Evento                                    |
| ----------------- | ------------- | ----------------------------------------- |
| Oro               |               |                                           |
| Vidar Johnsen     | Halterofilia  | Peso ligero masculino                     |
| Harald Gunnerud   | Natación      | 50 m braza incompleta clase 3 masculino   |
| Harald Gunnerud   | Natación      | 50 m libre incompleta clase 3 masculino   |
| Paul Jacobsen     | Natación      | 50 m espalda incompleta clase 3 masculino |
| Tora Lysø         | Tenis de mesa | Dobles A2 femenino                        |
| Plata             |               |                                           |
| Eskild Hansen     | Natación      | 50 m espalda completa clase 3 masculino   |
| Tora Lysø         | Tenis de mesa | Individual A2 femenino                    |
| Jan Erik Stenberg | Tenis de mesa | Individual A1 masculino                   |
| Bronce            |               |                                           |
| Birgith Reklev    | Natación      | 50 m espalda incompleta clase 4 femenino  |